# Karol I Malatesta
Karol I Malatesta (ur. w czerwcu 1368, zm. 13 września 1429) był włoskim kondotierem podczas wojen lombardzkich oraz władcą Rimini, Fano, Ceseny i Pesaro. Był członkiem rodu Malatestów. Od 1407 roku opiekował się małoletnim władcą Mantui i swym siostrzeńcem, Gainfrancesco Gonzagą, któremu zapewnił wsparcie weneckie w kontroli nad państwem.